# 509 v. Chr.
Portal Geschichte | Portal Biografien | Aktuelle Ereignisse | Jahreskalender | Tagesartikel

◄ |
7. Jahrhundert v. Chr. |
6. Jahrhundert v. Chr. |
5. Jahrhundert v. Chr. |
►

◄ | 520er v. Chr. | 510er v. Chr. | 500er v. Chr. | 490er v. Chr. |
480er v. Chr. |
►

◄◄ | ◄ | 512 v. Chr. | 511 v. Chr. | 510 v. Chr. | 509 v. Chr. |
508 v. Chr. |
507 v. Chr. |
506 v. Chr. |
► |
►►

## Ereignisse

### Politik und Weltgeschehen

#### Römische Republik

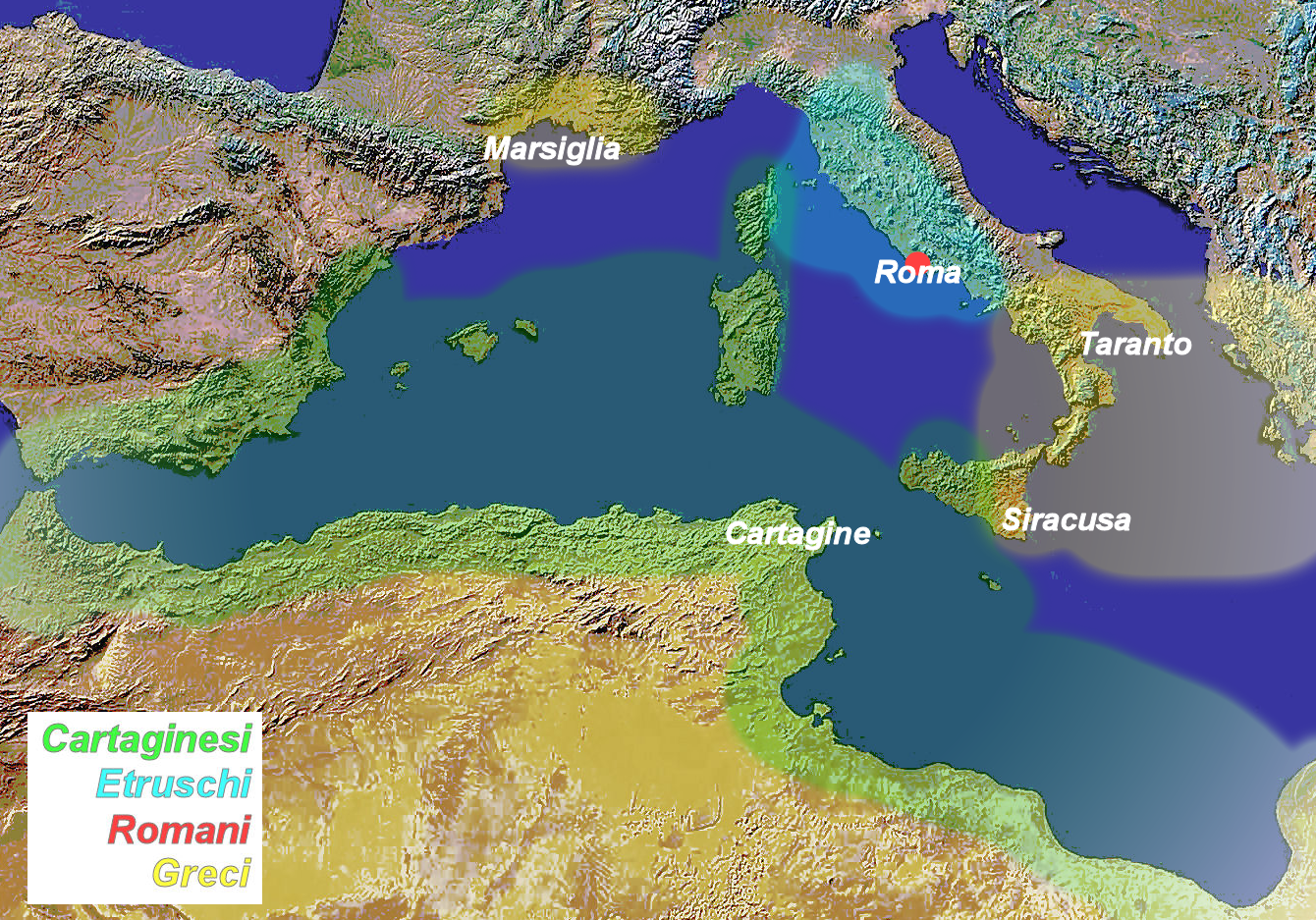
Einflussbereiche im westlichen Mittelmeer 509 v. Chr.

- 510/509 v. Chr.: Der sagenhafte letzte etruskische König Lucius Tarquinius Superbus wird gemäß Überlieferung in der Schlacht geschlagen und aus Rom verbannt. Damit endet die Römische Königszeit. Erste Konsuln der neuen römischen Republik sind der Legende nach Lucius Iunius Brutus und Lucius Tarquinius Collatinus. Brutus fällt jedoch bald im Kampf, während Collatinus wegen seiner Verwandtschaft zum abgesetzten König in die Verbannung gehen muss. Ihnen folgen Spurius Lucretius Tricipitinus und Publius Valerius Poplicola als Suffektkonsuln. Als auch Tricipitinus stirbt, wird Marcus Horatius Pulvillus sein Nachfolger.

#### Griechenland
- Attische Demokratie: In Athen wird Lysagoras im Sommer zum Archon eponymos gewählt.

### Kultur und Religion
- 13. September: Der legendäre Konsul Marcus Horatius Pulvillus weiht der Überlieferung nach den ersten Kapitolinischen Tempel in Rom ein.
- Sextus Papirius ist der Legende nach 510 oder 509 v. Chr. der erste römische Pontifex maximus.

## Gestorben
- Lucius Iunius Brutus, legendärer römischer Konsul